# Kazimierz Frieske
Kazimierz Wojciech Frieske (ur. 1945 w Wolsztynie, zm. 20 lutego 2024) – polski socjolog, nauczyciel akademicki, tłumacz literatury popularnej i naukowej.

## Życiorys
Ukończył socjologię na Uniwersytecie Warszawskim (1971). Doktoryzował się w 1977. Habilitował się w 1991 na Wydziale Filozofii i Socjologii UW w oparciu o rozprawę zatytułowaną Socjologia w działaniu. Nadzieja i rozczarowanie.
Zawodowo związany m.in. z Instytutem Pracy i Spraw Socjalnych (jako profesor nadzwyczajny i dyrektor tej jednostki, a także kierownik Zakładu Zbiorowych Stosunków Pracy) oraz Instytutem Socjologii UW. Był profesorem Wyższej Szkole Handlu i Prawa im. Ryszarda Łazarskiego oraz profesorem nadzwyczajnym Uniwersytetu Warmińsko-Mazurskiego. Powołany na zastępcę przewodniczącego Komitetu Socjologii PAN, kierownika Zakładu Problemów Społecznych i Planowania Społecznego Instytutu Socjologii UW. Członek m.in. Polskiego Towarzystwa Socjologicznego i Collegium Invisibile, zasiadał w Radzie Konsultacyjno-Doradczej przy prezesie Rady Ministrów.
Jego zainteresowania naukowe obejmowały socjologię prawa, socjologię problemów społecznych (oraz kwestie związane z instytucjonalnymi reakcjami na owe problemy), marginalność i procesy marginalizacji społecznej.
W 2010 prezydent RP Lech Kaczyński powołał go na członka Narodowej Rady Rozwoju. W styczniu 2018 wydano książkę jubileuszową Problemy społeczne. Między socjologią demaskatorską a polityką społeczną. Księga jubileuszowa dla Kazimierza W. Frieskego, którą wręczono w pałacu Tyszkiewiczów w Warszawie.
Odznaczony Złotym Krzyżem Zasługi (2004) oraz Krzyżem Kawalerskim Orderu Odrodzenia Polski (2011). Otrzymał także Odznakę Honorową Primus in Agendo (2018).

## Wybrane publikacje
- Pijaństwo. Interpretacje problemu społecznego (z Robertem Sobiechem), 1984.
- Narkomania. Interpretacje problemu społecznego (z Robertem Sobiechem), 1987.
- Socjologia w działaniu. Nadzieje i rozczarowania, 1990.
- Opieka i kontrola. Instytucje wobec problemów społecznych (z Pawłem Poławskim), 1999.
- Socjologia prawa, 2001.
- Encyklopedia socjologii, tom 4 (red. nauk.), 2002.
- Deregulacja polskiego rynku pracy, 2003.
- Utopie inkluzji. Sukcesy i porażki programów reintegracji społecznej (red.), 2004.